# Požár Říšského sněmu
Jako požár Říšského sněmu nebo požár Reichstagu (německy Reichstagsbrand) označuje požár, který zničil budovu Říšského sněmu v Berlíně 27. února roku 1933. Svými okolnostmi se stal jednou z nejvýznamnějších událostí éry nástupu nacistického režimu v Německu. Hitlerova vláda ho využila jako záminky k masivnímu omezování lidských práv.

## Požár
Požár byl nahlášen ve 22 hodin 27. února. Zlikvidován byl po 1,5 hodině a napáchal značné škody. Na místo po krátké době dorazili Hermann Göring a ze společné večeře Adolf Hitler, Joseph Goebbels, vicekancléř Franz von Papen a kníže Heinrich Günther von Hohenzollern. Göring požár považoval za signál ke spuštění komunistického puče. Druhý den oficiální agentura Preussische Pressedienst (Pruská tisková služba) napsala, že tento „čin žhářství je nejnestvůrnějším teroristickým činem vykonaným bolševismem v Německu“.

## Politické okolnosti

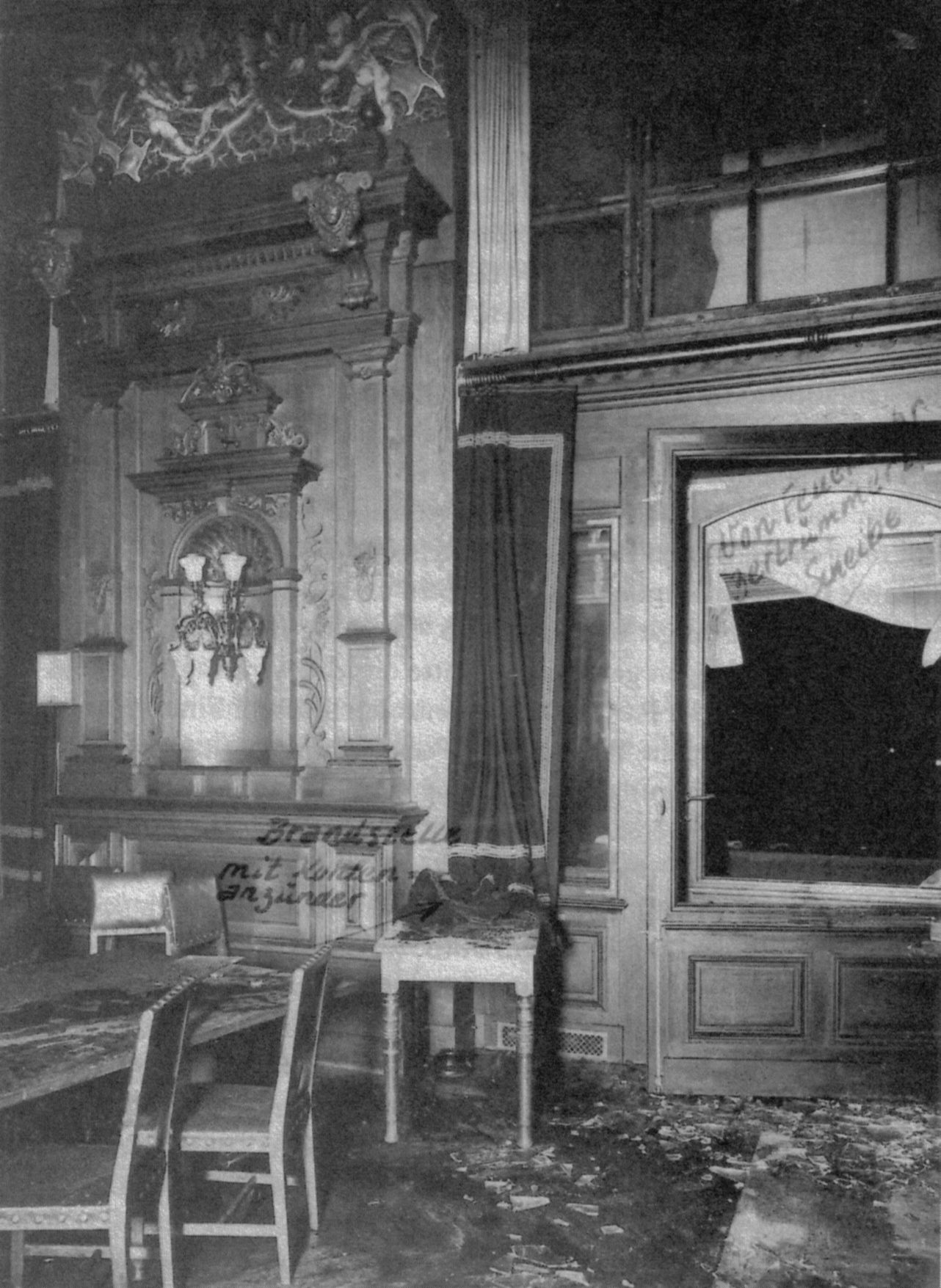
Okno, kterým se Marinus van der Lubbe údajně dostal do budovy

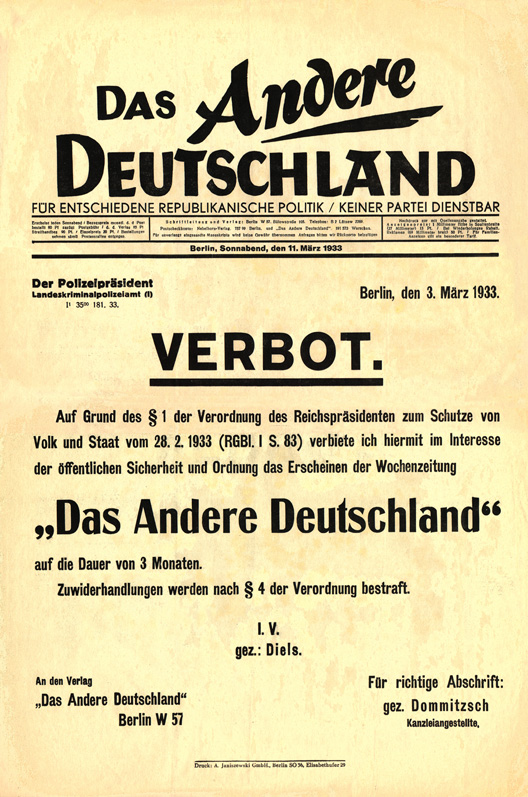
Titulní stránka vydání Das Andere Deutschland z 3. března 1933, kde se oznamuje zákaz týdeníku vydaný na základě Dekretu o požáru Říšského sněmu

Adolf Hitler se stal kancléřem měsíc předtím a na jeho popud prezident Paul von Hindenburg rozpustil Říšský sněm a vypsal předčasné volby na 5. března. Hitler je chtěl využít k zvýšení své moci v parlamentu, kde do té doby měla NSDAP jen třetinu hlasů. Ve volební kampani NSDAP zdůrazňovala údajné akutní riziko komunistické revoluce a kvůli ní nutnost přijmout zmocňovací zákon, který měl v Hitlerových rukách soustředit moc. Po požáru Říšského sněmu Hitler mj. mohl urychlit zákaz jedné ze silných opozičních stran – Komunistické strany Německa KPD.
Okamžitou reakcí bylo vydání Reichstagsbrandverordnung (Dekretu o požáru Říšského sněmu) prezidentem von Hindenburgem, který omezil mnohá lidská práva. První ze šesti článků dekretu pozastavil do odvolání platnost sedmi článků německé ústavy, týkajících se osobní svobody, svobody projevu, svobody tisku, práva shromažďovacího a telefonního a poštovního tajemství. V dalších článcích dekretu byly například převedeny některé pravomoci spolkových zemí na ústřední vládu a byly umožněny těžší tresty včetně trestu smrti za založení požáru veřejných budov.
Na základě dekretu byla záhy zakazována především komunistická, ale i demokratická shromáždění, zastavováno vydávání novin a časopisů a několik tisíc osob bylo zatčeno (včetně předsedy KPD Ernsta Thälmanna). Wilhelm Pieck nebo Walter Ulbricht unikli zatčení útěkem do exilu.

## Hledání viníka
Na místě činu byl s nepoužitými podpalovači chycen nizozemský komunista Marinus van der Lubbe, brzy byli zadrženi a obviněni i další komunističtí funkcionáři. V červenci byli ze založení požáru obviněni van der Lubbe, Němec Ernst Torgler a tři Bulhaři Georgi Dimitrov, Blagoi Popov a Vasil Tanev, všichni komunisté. Proces se konal v Lipsku (odtud užívaný název Lipský proces) a předsedal mu soudce Reichsgerichtu dr. Wilhelm Bünger. Van der Lubbe vypovídal první den procesu, třetí den vypovídal Dimitrov, který odmítl soudně ustanoveného obhájce a hájil se sám. Ve své výpovědi ze zapálení sněmu obvinil vysoké funkcionáře NSDAP. V průběhu procesu se opakovaně dostal do otevřeného sporu s Göringem, zvláště 4. listopadu, kdy vedl křížový výslech Göringa. Před tím byla soudu i veřejnosti představena tajná podzemní chodba do rezidence Göringa.
V rozsudku soudce Bünger souhlasil s obžalobou v tom, že komunisté připravovali plán na zapálení a zničení budovy Říšského sněmu, ale nenašel dostatek důkazů toho, že čtveřice obviněných měla něco společného s požárem nebo s uvedeným komunistickým plánem. Odsouzen byl pouze Van der Lubbe. Torgler byl po ukončení procesu okamžitě zadržen gestapem do tzv. ochranné vazby, zatímco tři Bulhaři byli vykázáni do Sovětského svazu, kde je přivítali jako hrdiny.
V září 1933 uspořádali v Londýně němečtí komunističtí emigranti proces s mezinárodní porotou, který uznal všechny obžalované v Lipsku nevinnými a za hlavního viníka označil Göringa. Jeden z organizátorů procesu, šéf komunistické propagandy Willi Münzenberg poté napsal knihu The Brown Book of the Reichstag Fire and Hitler Terror, ve skutečnosti měl být jejím autorem československý komunista Otto Katz.
Van der Lubbe, který tvrdil, že jednal sám bez spolupracovníků, byl popraven 10. ledna 1934. Stíhání Van der Lubbeho definitivně symbolicky zastavila německá prokuratura až v lednu 2008 jako důsledek kroků podniknutých jeho bratrem k očištění jména oběti už v roce 1967, ale nezbavila ho formálně obvinění z toho, že požár skutečně založil. Historici se na tom, že skutečně měl podíl na založení požáru, shodují.